# Рай-Александровка (Луганская область)
Ра́й-Алекса́ндровка (укр. Рай-Олександрівка) — село, относится к Попаснянскому району Луганской области Украины.
Население по переписи 2001 года составляло 76 человек. Почтовый индекс — 93323. Телефонный код — 6474. Занимает площадь 0,54 км². Код КОАТУУ — 4423857504.

## Местный совет
93321, Луганська обл., Попаснянський р-н, смт Мирна Долина, вул. Освіти, буд. 1  (укр.)